# Resolutie 695 Veiligheidsraad Verenigde Naties
Resolutie 695 van de Veiligheidsraad van de Verenigde Naties werd op 30 mei 1991 unaniem aangenomen.

## Achtergrond
Na de Jom Kipoeroorlog kwamen Syrië en Israël overeen om de wapens neer te leggen. Een waarnemingsmacht van de Verenigde Naties moest op de uitvoer van de twee gesloten akkoorden toezien.

## Inhoud
De Veiligheidsraad:
- heeft beraad over het rapport van de secretaris-generaal over de VN-waarnemingsmacht UNDOF;
- beslist:
a. de partijen op te roepen onmiddellijk resolutie 338 uit te voeren;
b. het mandaat van de macht met een periode van zes maanden te verlengen tot 30 november 1991;
c. de secretaris-generaal te vragen dan te rapporteren over de ontwikkelingen en de genomen maatregelen om resolutie 338 uit te voeren.

## Verwante resoluties
- Resolutie 681 Veiligheidsraad Verenigde Naties (1990)
- Resolutie 684 Veiligheidsraad Verenigde Naties
- Resolutie 701 Veiligheidsraad Verenigde Naties
- Resolutie 722 Veiligheidsraad Verenigde Naties

Lijst ·  684 ·  685 ·  686 ·  687 ·  688 ·  689 ·  690 ·  691 ·  692 ·  693 ·  694 ·  695 ·  696 ·  697 ·  698 ·  699 ·  700 ·  701 ·  702 ·  703 ·  704 ·  705 ·  706 ·  707 ·  708 ·  709 ·  710 ·  711 ·  712 ·  713 ·  714 ·  715 ·  716 ·  717 ·  718 ·  719 ·  720 ·  721 ·  722 ·  723 ·  724 ·  725